# Dorylus braunsi
Dorylus braunsi är en myrart som beskrevs av Carlo Emery 1895. Dorylus braunsi ingår i släktet Dorylus och familjen myror.

## Underarter
Arten delas in i följande underarter:
- D. b. anceps
- D. b. braunsi